# Onthophagus triundulatus
Onthophagus triundulatus là một loài bọ cánh cứng trong họ Bọ hung (Scarabaeidae).